# Mahfizur Rahman Sagor
Mahfizur Rahman Sagor (n. Daca, 15 de mayo de 1993) es un nadador de estilo libre bangladesí.

## Biografía
Debutó en el Campeonato Mundial de Natación de 2011, en la prueba de 50 metros libre, sin llegar a disutar las semifinales.
Hizo su primera aparición olímpica en los Juegos Olímpicos de Londres 2012, nadando en la prueba de 50 m libre. Nadó en la cuarta serie, y quedó séptimo de la misma con un tiempo de 24.64, insuficiente para pasar a las semifinales al quedar en la posición 39 en el sumario total. Posteriormente participó en Campeonato Mundial de Natación en Piscina Corta de 2012, disfrutando de la misma suerte que en las olimpiadas.

## Marcas personales
| Piscina larga | Piscina larga | Piscina larga                               | Piscina larga | Piscina larga |
| ------------- | ------------- | ------------------------------------------- | ------------- | ------------- |
| Estilo        | Tiempo        | Competición                                 |               |               |
| 50 m libre    | 24.39         | Campeonato Mundial de 2013                  |               |               |
| 100 m libre   | 52.97         | Juegos de la Mancomunidad de 2014           |               |               |
| Piscina corta |               |                                             |               |               |
| Estilo        | Tiempo        | Competición                                 |               |               |
| 50 m libre    | 24.10         | Campeonato Mundial en Piscina Corta de 2012 |               |               |